# Kaufpreisallokation
Die Kaufpreisallokation (englisch Purchase Price Allocation, PPA) ist eine Methode des betrieblichen Rechnungswesens. Sie wird bei der erstmaligen Einbeziehung eines neu erworbenen Unternehmens in den Konzernabschluss der Muttergesellschaft angewandt und dient dazu, den Kaufpreis auf die einzelnen übernommenen Vermögenswerte und Schulden zu „verteilen“. Dabei werden Unterschiede zwischen dem Kaufpreis und dem Buchwert des übernommenen Unternehmens ausgeglichen.
Eine Kaufpreisallokation findet auch bei direkter Übernahme der Vermögensgegenstände per Asset Deal statt.
Die genaue Vorgehensweise hängt vom angewandten Rechnungslegungsstandard wie z. B. IFRS oder HGB ab.

## Kaufpreisallokation nach IFRS
Die IFRS-Kaufpreisallokation ist in IFRS 3 geregelt.

### Vorgehensweise
Zunächst muss der Kaufpreis für die Beteiligung bekannt sein. Dieser kann neben bereits erfolgten Zahlungen auch zukünftige Zahlungsverpflichtungen an den Verkäufer umfassen, z. B. Earn Outs, während Erwerbsnebenkosten nach IFRS 3 nicht (mehr) aktivierbar sind. Mit dem Unternehmen übernommene Liquiditätsbestände werden zum Abzug gebracht.

Beispiel für eine Neubewertungsbilanz

Im nächsten Schritt wird gemäß IFRS 3.36 eine Neubewertungsbilanz des erworbenen Unternehmens erstellt, in der die einzelnen übernommenen Vermögensgegenstände, Schulden und Eventualschulden festgestellt („identifiziert“) und per IFRS 3.37 nach ihren beizulegenden Zeitwerten bewertet werden. D. h., es werden alle bekannten Stillen Reserven und Lasten in der Bilanz der Beteiligung aufgedeckt. Hierzu kann auch immaterielles Vermögen zählen, das bisher nicht aktiviert war wie z. B. der Wert von Kundenbeziehungen, Verträgen, Patenten oder Markennamen. Der Wertansatz kann von den erwarteten Synergien durch den Unternehmenskauf abhängen.
Unterschreitet der Kaufpreis den Buchwert der neu bewerteten Beteiligung – man spricht hier von einem negativen Geschäfts- oder Firmenwert (engl. Badwill) – so wird die Differenz als Ertrag verbucht und somit (nach Steuern) dem Eigenkapital zugeschlagen. Liegt der Kaufpreis dagegen über dem Buchwert, dann wird die Differenz als positiver Geschäfts- oder Firmenwert (engl. Goodwill) aktiviert.

### Ansatzvoraussetzungen
IFRS 3.37 legt fest, welche zusätzlichen Vermögenswerte und Schulden bei der Neubewertung angesetzt werden dürfen. Hierfür gelten folgende Kriterien:
- Grundsätzlich muss der beizulegende Zeitwert der Position verlässlich bestimmbar sein.
- Bei materiellen Vermögenswerten muss es darüber hinaus wahrscheinlich sein, dass mit ihnen ein entsprechender zukünftiger wirtschaftlicher Nutzen verbunden ist, der dem Erwerber zufließen wird.
- Bei immateriellem Vermögen sind auch die speziellen Ansatzkriterien für immaterielle Vermögenswerte gemäß IAS 38 zu beachten. Diese strenge Regelung trägt der Tatsache Rechnung, dass die Abgrenzung sonstiger immaterieller Vermögenswerte vom – ebenfalls immateriellen – Geschäfts- oder Firmenwert problematisch ist (siehe unten).
- Hinsichtlich der Verbindlichkeiten und Rückstellungen (= Schulden) wird verlangt, dass die zugrundeliegenden Verpflichtungen wahrscheinlich zu einem entsprechenden Mittelabfluss führen werden. Gemäß IFRS 3.41 dürfen nur solche Schulden zum Ansatz kommen, die bereits zum Erwerbszeitpunkt beim Zielunternehmen bestanden.
- Für die Identifikation von Eventualschulden verweist IFRS 3 auf die Kriterien, welche in IAS 37.10 festgelegt sind.

### Bewertungsmaßstäbe und -spielräume
Gemäß IFRS 3 sind die einzelnen Bilanzpositionen mit ihrem Zeitwert anzusetzen. Dieser ist auf verschiedene Art und Weise ermittelbar. Gemäß Anhang B des IFRS 3 ist der Einsatz von Barwertverfahren stets zulässig. Die mögliche Alternative der Marktbewertung scheidet in der Regel aus, da für die betreffenden immateriellen Vermögenswerte nur äußerst selten ein aktiver Markt besteht.
Hieraus erwächst einer der wesentlichen Kritikpunkte an der Kaufpreisallokation: Da das Barwertverfahren auf Schätzgroßen wie „Zahlungsüberschüssen“,  „Diskontierungszins“ und „Laufzeit“ beruht, kann die Kaufpreisallokation weitreichende Bilanzierungsspielräume eröffnen. Diese gilt insbesondere für den (erstmaligen) Ansatz von immateriellen Vermögenswerten bzw. dem Nicht-Ansatz durch Zuordnung zum Goodwill. Während Goodwill seit 2006 nicht mehr ratierlich abzuschreiben ist, mindern die planmäßigen Abschreibungen auf sonstige immaterielle Vermögensgegenstände den ausgewiesenen Gewinn in den nachfolgenden Geschäftsjahren. Je höher der angesetzte Firmenwert, desto höher die Gewinne, aber auch das Risiko außerplanmäßiger Wertberichtigungen.
Im Zusammenhang mit Earn Outs ergeben sich zusätzliche Spielräume für einen erhöhten Gewinnausweis: Werden diese Verpflichtungen zu einem höheren Schätzwert bilanziert, also ein erhöhter Kaufpreis und Firmenwert angesetzt, dann können sie in einem späteren Geschäftsjahr abgewertet und die damit verbundenen Rückstellungen gewinnerhöhend aufgelöst werden. Es verbleibt ein Wertberichtigungsrisiko im erhöhten Firmenwertansatz.

## Kaufpreisallokation nach deutschem Handelsgesetzbuch
Die Vorgehensweise nach HGB ist vergleichbar mit IFRS, aber weniger detailliert geregelt: § 301 HGB schreibt nur vor, dass die übernommenen Vermögensgegenstände, Schulden und Rechnungsabgrenzungsposten mit ihrem Zeitwert anzusetzen sind. Ein wesentlicher Unterschied ergibt sich allerdings beim Geschäfts- oder Firmenwert:
Ein positiver Unterschiedsbetrag ist nach HGB zu aktivieren und anschließend – im Gegensatz zu IFRS – ratierlich abzuschreiben. Dies mindert die Auswirkungen der Bewertungsspielräume, da sämtliche „immateriellen Mehrwerte“ einer Abschreibung unterliegen. Ein negativer Unterschiedsbetrag ist dagegen per § 301 Abs. 3 HGB separat als „Unterschiedsbetrag aus der Kapitalkonsolidierung“ zu passivieren. Ergänzend schrieb § 309 Abs. 2 HGB a.F. (vor dem 23. Juli 2015 geltenden Fassung) vor, dass er nur aufgelöst werden darf, wenn entweder die erwartete ungünstige Ertragsentwicklung bzw. Aufwendung eingetreten ist, oder wenn am Bilanzstichtag feststeht, dass der „Badwill“ einem realisierten Gewinn entspricht. In der heute geltenden Fassung des § 309 Abs. 2 HGB kann ein nach § 301 Absatz 3 auf der Passivseite auszuweisender Unterschiedsbetrag  ergebniswirksam aufgelöst werden, soweit ein solches Vorgehen den Grundsätzen der §§ 297 und 298 in Verbindung mit den Vorschriften des Ersten Abschnitts entspricht.

## Bewertung der Abschreibungen auf immaterielles Vermögen
Im Rahmen der Kaufpreisallokation können auch Vermögenswerte wie Kundenstämme und Auftragsbestände identifiziert werden, die im gewöhnlichen Geschäft nicht aktivierbar sind. Infolgedessen entstehen gewinnmindernde Abschreibungen alleine durch den formalen Vorgang der Konzern-Konsolidierung.
Um intern und extern gewachsene Unternehmen vergleichen zu können, ist es bei der Unternehmensbewertung üblich, solche Abschreibungen zu bereinigen, d. h. dem Gewinn vor Steuern wieder zuzuschlagen. Gelegentlich wird hierfür die Kennzahl EBITA verwendet. Zusammen mit der Bereinigung weiterer „Sonder- und Einmaleffekte“ hat sich die Bezeichnung „Non-GAAP Earnings“ (nicht nach den allgemein anerkannten Rechnungslegungsprinzipien ermittelter Gewinn) eingebürgert. Davon abgeleitet spricht man auch von „Non-IFRS Earnings“.
Eine solche Bereinigung der Abschreibungen aus Kaufpreisallokation neutralisiert auch die oben erwähnten Bewertungsspielräume. Sie birgt aber auch das Risiko einer Überbewertung, da Zahlungsmittelabflüsse durch überhöhte Kaufpreise ignoriert werden.

## Kaufpreisallokation als Dienstleistung
Unternehmensübernahmen finden häufig statt, und die Kaufpreisallokation kann Unternehmen aller Größen und Rechtsformen betreffen. Daher gehört die Kaufpreisallokation heute zu den Standarddienstleistungen von Beratungsunternehmen und Banken. Die Wirtschaftsprüfungsgesellschaften haben hier aufgrund ihrer weitläufigen Branchenkenntnisse und ihres weitreichenden Know-how eine dominierende Stellung.
Darüber hinaus werden auch Dienstleistungen im Rahmen der Folgebewertung solcher Unternehmenstransaktionen angeboten, wie etwa die Erstellung von jährlich erforderlichen Impairment-Tests beim aktivierten Goodwill.